# Casa Bartolini
Casa Bartolini si trova a Savignano di Prato, nel comune di Vaiano, proprio davanti a Villa Buonamici.
Una volta fu una fattoria, poi trasformata in villa. L'edificio, dall'aspetto rustico, fu la casa natia di Lorenzo Bartolini, scultore valbisentino trasferitosi poi a Firenze e a Parigi e definito il "nuovo Canova".

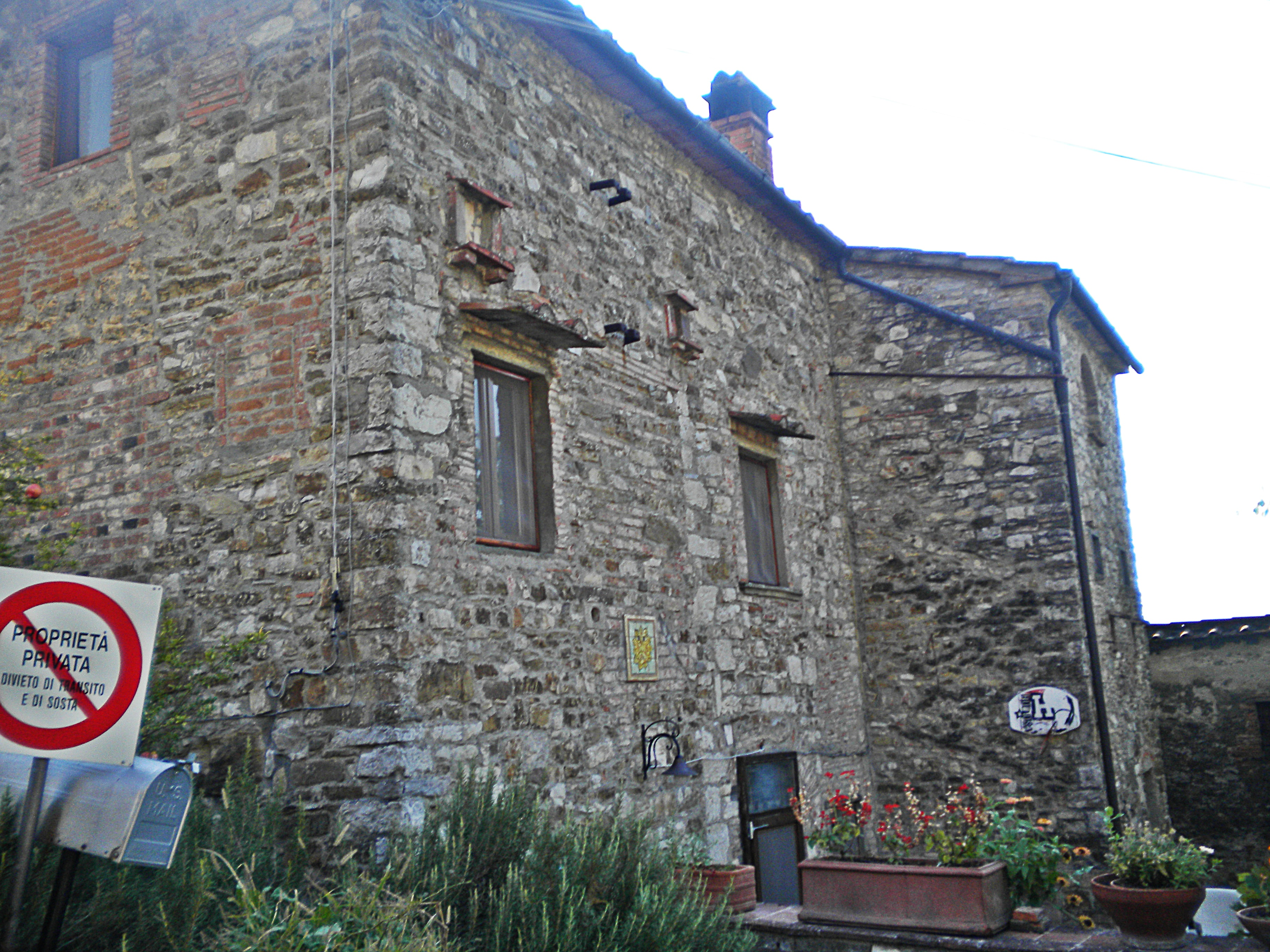
Casa Bartolini
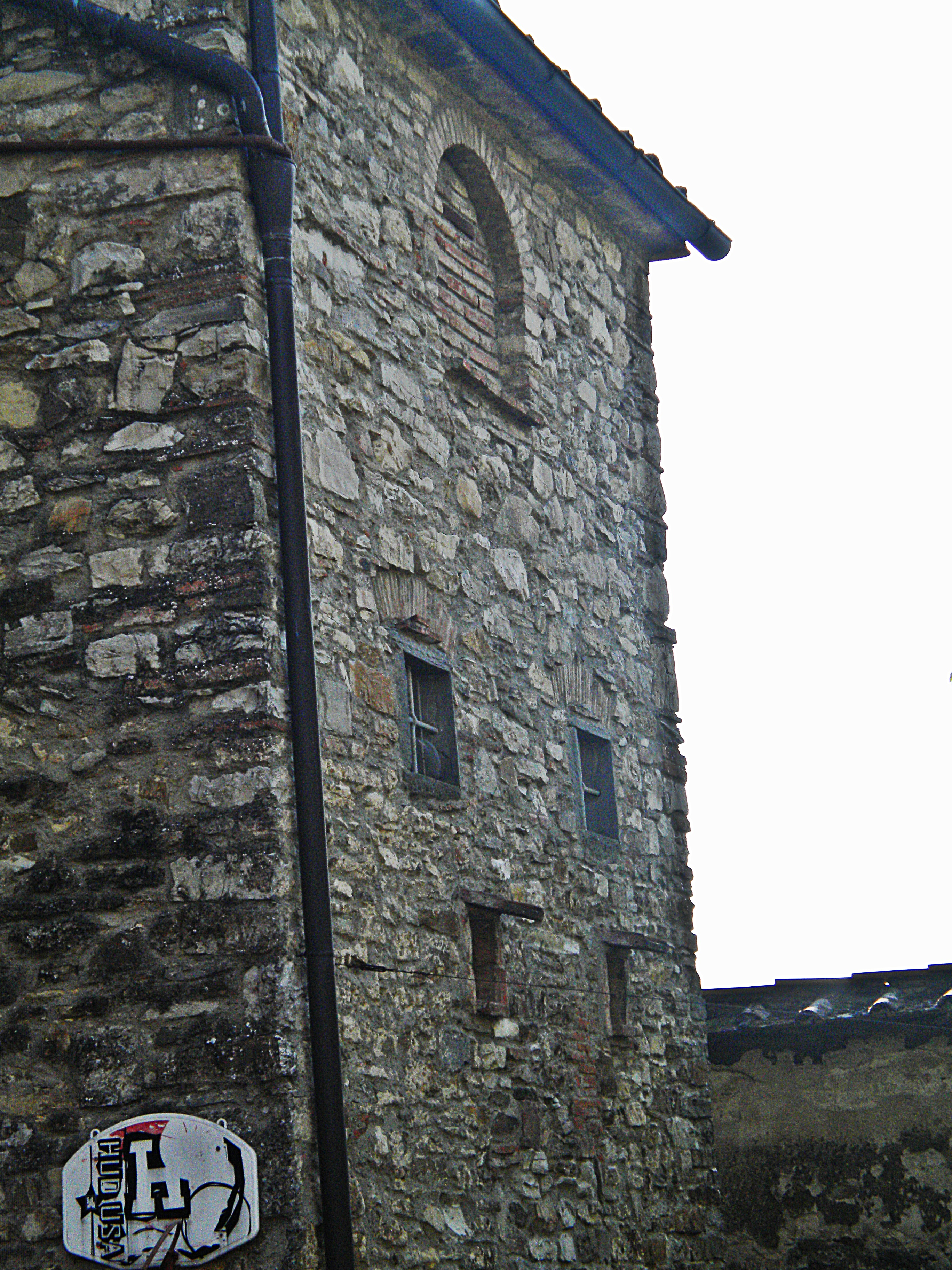
Casa Bartolini